# Mullach nan Coirean
Mullach nan Coirean (wymowa gaelicka: [ˈmulˠ̪əx nəŋ ˈkʰɔɾʲən]) – szczyt w paśmie Mamores, w Grampianach Zachodnich. Leży w Szkocji, w regionie Highland.